# Kanton Lormont
Der Kanton Lormont ist seit 1982 ein französischer Kanton im Arrondissement Bordeaux im Département Gironde in der Region Nouvelle-Aquitaine.

## Geschichte
Siehe auch: Geschichte Département Gironde und Geschichte Arrondissement Bordeaux.

## Gemeinden
Der Kanton besteht aus fünf Gemeinden mit insgesamt 47.816 Einwohnern (Stand: 1. Januar 2022) auf einer Gesamtfläche von 41,70 km²:
| Gemeinde               | Einwohner 1. Januar 2022 | Fläche km² | Dichte Einw./km² | Code INSEE | Postleitzahl |
| ---------------------- | ------------------------ | ---------- | ---------------- | ---------- | ------------ |
| Artigues-près-Bordeaux | 8.623                    | 7,28       | 1.184            | 33013      | 33370        |
| Bassens                | 8.132                    | 10,28      | 791              | 33032      | 33530        |
| Lormont                | 24.654                   | 7,36       | 3.350            | 33249      | 33310        |
| Montussan              | 3.506                    | 8,30       | 422              | 33293      | 33450        |
| Yvrac                  | 2.901                    | 8,48       | 342              | 33554      | 33370        |
| Kanton Lormont         | 47.816                   | 41,70      | 1.147            | 3317       | –            |

Bis zur landesweiten Neuordnung der französischen Kantone im März 2015 gehörten zum Kanton Lormont die vier Gemeinden Artigues-près-Bordeaux, Bassens, Lormont und Saint-Louis-de-Montferrand. Sein Zuschnitt entsprach einer Fläche von 57,29 km2. Er besaß vor 2015 einen anderen INSEE-Code als heute, nämlich 3360.